# Staat der Nederlanden
De Staat der Nederlanden is de aanduiding van de staat Nederland als publiekrechtelijke rechtspersoon. De 'Staat der Nederlanden' heeft bezittingen, verricht werkzaamheden, verleent opdrachten en kan in rechtszaken optreden. De term kan dan ook veel worden aangetroffen in officiële stukken. 
De term heeft geen betrekking op het Koninkrijk der Nederlanden of de respectieve overheden van andere landen van het Koninkrijk (Aruba, Curaçao en Sint Maarten). De Staat der Nederlanden draagt niettemin rechten en plichten voor de behartiging van de belangen van het Koninkrijk der Nederlanden en een minister is ook in de hoedanigheid van minister van het Koninkrijk bevoegd de Staat te vertegenwoordigen.
De Staat kan afhankelijk van de situatie vertegenwoordigd worden door bijvoorbeeld een minister of een landsadvocaat.